# Cantón de Le Pecq
El cantón de Le Pecq era una división administrativa francesa, que estaba situada en el departamento de Yvelines y la región de Isla de Francia.

## Composición
El cantón estaba formado por tres comunas:
- Fourqueux
- Le Pecq
- Mareil-Marly

## Supresión del cantón de Le Pecq
En aplicación del Decreto n.º 2014-214 de 21 de febrero de 2014, el cantón de Le Pecq fue suprimido el 22 de marzo de 2015 y sus 3 comunas pasaron a formar parte del nuevo cantón de Saint-Germain-en-Laye.